# Petropawl
Petropawl (kasachisch Петропавл; russisch Петропавловск Petropawlowsk) ist eine Stadt in Kasachstan. Sie befindet sich im Norden des Landes unweit der Grenze zu Russland rund 280 Kilometer westlich von Omsk und 430 Kilometer nördlich von Astana. Sie ist Verwaltungszentrum und mit 221.907 Einwohnern (Stand 1. Januar 2025) zugleich größte Stadt des Gebietes Nordkasachstan.

## Geographie

### Geografische Lage
Die Stadt liegt im südwestlichen Teil des Westsibirischen Tieflandes am rechten Ufer des Flusses Ischim, rund 50 Kilometer von der Grenze zu Russland entfernt. Sie befindet sich im Gebiet Nordkasachstan und ist dessen Provinzhauptstadt.

### Klima
Petropawl weist ein feuchtes und sommerwarmes Kontinentalklima auf, was der effektiven Klimaklassifikation Dfb entspricht. Das Klima ist durch große Temperaturunterschiede zwischen den Sommer- und Wintermonaten gekennzeichnet. So sind die Sommer warm mit durchschnittlichen Temperaturen unter 20 °C, im Winter sinkt die Temperatur im Durchschnitt auf bis zu −15 °C. Die tiefste bisher in Petropawl gemessene Temperatur war mit einem Wert von −48 °C am 5. Januar 1901. Der höchste Temperaturwert in der Stadt betrug 40,5 °C und wurde am 18. Juli 1940 gemessen. Die jährliche Niederschlagsmenge beträgt rund 350 mm, wobei der meiste Niederschlag im Sommer auftritt.
|                        | Jan   | Feb   | Mär   | Apr  | Mai  | Jun  | Jul  | Aug  | Sep  | Okt  | Nov   | Dez   |   |       |
| Mittl. Temperatur (°C) | −15,9 | −14,9 | −7,6  | 3,9  | 12,7 | 18,2 | 19,7 | 17,3 | 11,1 | 4    | −7,2  | −13,6 | ⌀ | 2,4   |
| Mittl. Tagesmax. (°C)  | −11,2 | −10,2 | −3    | 9,1  | 18,9 | 24,6 | 25,5 | 22,6 | 16,3 | 8,1  | −4,2  | −9,9  | ⌀ | 7,3   |
| Mittl. Tagesmin. (°C)  | −19,4 | −19,2 | −12,8 | −1,1 | 6    | 11,9 | 14,1 | 11,4 | 5,5  | −0,6 | −11,7 | −17,9 | ⌀ | −2,7  |
|                        |       |       |       |      |      |      |      |      |      |      |       |       |   |       |
| Niederschlag (mm)      | 18,1  | 13,8  | 13,5  | 18,1 | 30,2 | 43,5 | 60,4 | 51   | 28,9 | 29,8 | 24,6  | 21    | Σ | 352,9 |
|                        |       |       |       |      |      |      |      |      |      |      |       |       |   |       |
| Sonnenstunden (h/d)    | 2,5   | 4,6   | 6,1   | 7,8  | 9,3  | 10,3 | 9,9  | 7,9  | 6,1  | 3,5  | 2,5   | 2     | ⌀ | 6     |
|                        |       |       |       |      |      |      |      |      |      |      |       |       |   |       |
| Regentage (d)          | 17,2  | 14,1  | 12,5  | 9,7  | 11,1 | 9,3  | 9,2  | 10,9 | 11   | 12,8 | 16,4  | 18,6  | Σ | 152,8 |
|                        |       |       |       |      |      |      |      |      |      |      |       |       |   |       |
| Luftfeuchtigkeit (%)   | 80    | 78,6  | 78,8  | 67,1 | 57,3 | 64,9 | 69,3 | 70   | 70,2 | 75,8 | 84,3  | 81,3  | ⌀ | 73,1  |

| −19,4 |

| −19,2 |

| −12,8 |

| −1,1 |

| 6 |

| 11,9 |

| 14,1 |

| 11,4 |

| 5,5 |

| −0,6 |

| −11,7 |

| −17,9 |

| −19,4 |

| −19,2 |

| −12,8 |

| −1,1 |

| 6 |

| 11,9 |

| 14,1 |

| 11,4 |

| 5,5 |

| −0,6 |

| −11,7 |

| −17,9 |

## Geschichte
Die Stadt entstand im 18. Jahrhundert am 12. Juni 1752 als eine militärische Kosakenfestung, um die zentralasiatische Grenze des Russischen Kaiserreiches gegen die Nomaden aus der Kasachensteppe zu verteidigen. Sie wurde nach Peter und Paul benannt. Im Jahre 1807 bekam Petropawlowsk die Stadtrechte verliehen und wurde dem Gouvernement Tobolsk zugeordnet. Am 11. Mai 1849 zerstörte ein Großbrand über 450 Gebäude. Die Stadt und ihr Umland wurden im Jahre 1868 abgespalten, um das Gebiet Akmolinsk zu bilden.

## Politik

### Bürgermeister
Derzeitiger Bürgermeister (Äkim, kas. Әкім) ist seit dem 12. April 2019 Bolat Schumabekow. Während der sowjetischen Zeit stand der Stadtverwaltung der Vorsitzende des Exekutivausschusses vor. Nachfolgend die Bürgermeister der Stadt seit 1990:
| - 1990–1993: Grigori Kuchar - 1993–2001: Petr Chodejew - 2001–2008: Wladimir Nikandrow - 2008–2009: Jerik Nuraqajew - 2009–2012: Nurschan Äschimbetow | - 2012–2013: Bolat Schumabekow - 2013–2014: Tölegen Sakarijanow - 2014–2019: Marat Tasmaghanbetow - seit 2019: Bolat Schumabekow |

### Wappen
Das Wappen von Petropawl stellt ein Schangyraq (kasachisch шаңырақ), die Krone einer kasachischen Jurte, dar. Dabei sind die jeweils drei symmetrischen Linien, die sich in der Mitte des Wappens kreuzen, die Dachstangen (kasachisch Уық/uyq) des Schangyrak. Umrahmt ist dieses Schangyraq von einem traditionellen Muster, das die Volkskunst des kasachischen Volkes darstellen soll. Am unteren Rand des Wappens befindet sich die Inschrift Петропавл (kasachisch für Petropawl). Daneben beinhaltet das Wappen vier Symbole, die die Stadt zu Beginn des 21. Jahrhunderts am besten charakterisieren: oben ein Schlüssel als Symbol für die geografische Position der Stadt als Tor des Nordens von Kasachstan. Auf der rechten Seite eine Weizengarbe, die für die Stadt als Zentrum der Agrarregion im Norden Kasachstans steht. Unten befindet sich ein aufgeschlagenes Buch als Symbol für Bildung und Kultur. Zuletzt befindet sich auf der linken Seite ein Zahnrad, das für Industrie und Technik steht. Die beiden Farben des Wappens sind Gold und Blaugrün.

### Städtepartnerschaften
- Omsk, Russland

## Bevölkerung
In der Stadt leben 207.402 Einwohner (2014). Über 71 % der Bevölkerung sind ethnische Russen.

### Einwohnerentwicklung
| Jahr  | Einwohner |
| ----- | --------- |
| 1897¹ | 19.688    |
| 1939¹ | 91.660    |
| 1959¹ | 131.453   |
| 1970¹ | 172.911   |
| 1979¹ | 206.559   |
| 1989¹ | 241.360   |

| Jahr  | Einwohner |
| ----- | --------- |
| 1999¹ | 203.523   |
| 2004  | 192.320   |
| 2005  | 189.830   |
| 2006  | 190.092   |
| 2007  | 192.449   |
| 2008  | 193.291   |

| Jahr  | Einwohner |
| ----- | --------- |
| 2009¹ | 201.446   |
| 2010  | 202.450   |
| 2011  | 203.573   |
| 2012  | 203.803   |
| 2013  | 205.510   |
| 2014  | 207.399   |

| Jahr | Einwohner |
| ---- | --------- |
| 2015 | 209.529   |
| 2016 | 215.306   |
| 2017 | 215.739   |
| 2018 | 217.144   |
| 2019 | 218.056   |
| 2020 | 219.231   |
| 2021 | 219.803   |

¹ Volkszählungsergebnis

## Kultur und Sehenswürdigkeiten

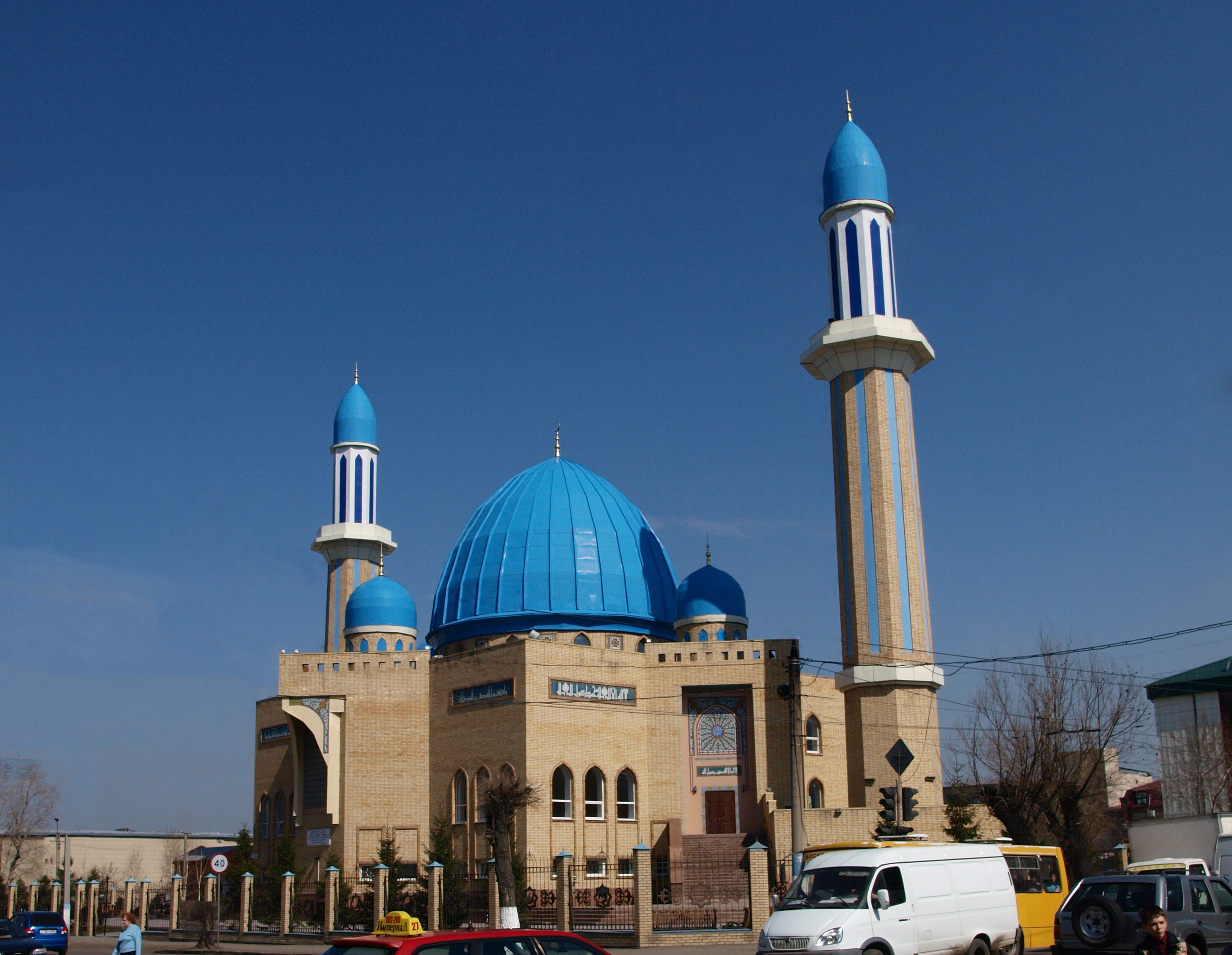
Moschee in Petropawl

### Bauwerke
- Christi-Himmelfahrt-Kathedrale (Petropawl)
- Peter-und-Paul-Kathedrale (Petropawl)

### Sport
In der Stadt ist der Fußballverein FK Qysyl-Schar SK beheimatet.

## Wirtschaft und Infrastruktur

### Verkehr

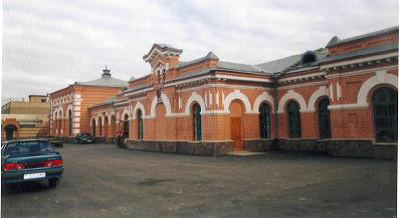
Alter Bahnhof von Petropawl

In der Stadt enden die A1, die in der kasachischen Hauptstadt ihren Anfang hat, und die A16 aus Schesqasghan. In Petropawlowsk beginnt die A12, die in nördlicher Richtung zur russischen Grenze führt.
11 km südlich der Stadt befindet sich der Flughafen Petropawl.
Der älteste und somit ursprüngliche Hauptzweig der Transsibirischen Eisenbahn überquert hier auf einem etwa 180 Kilometer langen Abschnitt kasachisches Gebiet (heute verläuft die Hauptlinie jedoch weiter nördlich in Russland auf einem neueren Zweig). Ebenfalls hier beginnt die Strecke nach Astana, die über Kökschetau verläuft.

### Bildung
Petropawl beherbergt die Staatliche Universität Nordkasachstan.

## Söhne und Töchter der Stadt
- Nikolai Schtschedrin (1858–1919), russischer Revolutionär der sozialrevolutionären Narodniki
- Juri Annenkow (1889–1974), russischer Künstler
- Magschan Schumabaew (1893–1938), kasachischer Schriftsteller
- Sabit Mukanow (1900–1973), kasachischer Schriftsteller
- Lydia Auster (1912–1993), estnische Komponistin
- Wladimir Trettschikow (1913–2006), russischer Maler
- Ermek Serkebaew (* 1926), kasachischer Sänger
- Wladimir Schatalow (1927–2021), sowjetischer Kosmonaut
- Murat Ajthoschin (1939–1987), sowjetischer Molekularbiologe
- Raisa Rjasanowa (* 1944), russische Schauspielerin
- Nagima Aitchoschina (1946–2020), Mikrobiologin
- Alexander Wiktorenko (1947–2023), sowjetischer Kosmonaut
- Waleri Nikolaew (* 1947), russischer Dolmetscher
- Wiktor Warlamow (* 1948), Eisschnellläufer
- Alexander Schamow (1951–2020), sowjetisch-russischer Chemiker und Informatiker
- Juri Pachomow (* 1956), russischer Generalmajor von Tjumen
- Wladimir Gachinski (1960–2005), Künstler
- Baqyt Düissenbajew (* 1970), kasachischer Diplomat
- Alexander Winokurow (* 1973), Radrennfahrer
- Jelena Parfjonowa (* 1974), Dreispringerin
- Natalja Rybakowa (* 1981), Eisschnellläuferin
- Jewgeni Awertschenko (* 1982), Fußballspieler
- Zhanat Zhakiyanov (* 1983), Boxer
- Sergei Skorych (* 1984), Fußballspieler
- Dmitri Babenko (* 1985), Eisschnellläufer
- Wladimir Loginowski (* 1985), Fußballtorwart
- Jewgeni Ektow (* 1986), Dreispringer
- Irina Ektowa (* 1987), Dreispringerin
- Roman Kirejew (* 1987), Radrennfahrer
- Ruslan Tleubajew (* 1987), Radrennfahrer
- Artjom Sacharow (* 1991), Radrennfahrer
- Jekaterina Ektowa (* 1992), Weit- und Dreispringerin
- Alexei Luzenko (* 1992), Radrennfahrer
- Michail Litwin (* 1996), Sprinter
- Ämir Säkirow (* 1997), Breakdancer
- Timofei Skatow (* 2001), Tennisspieler